# Prelatura territorial de Deán Funes
La prelatura territorial de Deán Funes (en latín: Praelatura Territorialis Funesiopolitana) es una circunscripción eclesiástica de la Iglesia católica en Argentina. Se trata de una prelatura territorial latina, sufragánea de la arquidiócesis de Córdoba. El 28 de octubre de 2023, el papa Francisco  nombró a Mons. Enrique Eguía Seguí prelado de Dean Funes, hasta entonces obispo auxiliar de la Arquidiócesis de Buenos Aires.

## Territorio y organización
La prelatura territorial tiene 28 700 km² y extiende su jurisdicción sobre los fieles católicos de rito latino residentes en la provincia de Córdoba en los departamentos de: Ischilín, Río Seco, Sobremonte y Tulumba.
La sede de la prelatura territorial se encuentra en la ciudad de Deán Funes, en donde se halla la Catedral de Nuestra Señora del Carmen. Entre las iglesias y capillas que se hallan en el patrimonio de la prelatura están: Nuestra Señora del Pilar de Churqui Cañada (de 1875), Nuestra Señora de la Candelaria de Caminiaga (siglo XVIII), San Pedro Viejo de San Pedro Norte (siglo XVII), San Vicente de Masayaco (alrededor de 1750), San Pedro de San Pedro de Toyos (de fines del siglo XIX), Nuestra Señora de Copacabana de Copacabana (de 1842), Nuestra Señora del Rosario de Villa Ischilín (de 1706), Oratorio Nuestra Señora del Rosario de Avellaneda (de 1819) Santa Rosa de Lima de Las Arrias, Santuario San Roque de Villa Quilino (de 1670), Nuestra Señora del Rosario de Cañada de Río Pinto, Nuestra Señora de la Candelaria de Villa Candelaria Norte, San Roque de Rayo Cortado, Nuestra Señora del Valle de Lucio V. Mansilla.
En 2021 en la prelatura territorial existían 9 parroquias: Nuestra Señora del Valle de Quilino, Nuestra Señora del Carmen de Deán Funes, Nuestra Señora del Valle de Deán Funes, Nuestra Señora del Rosario del Valle de Villa Tulumba, San José de San José de la Dormida, Nuestra Señora del Rosario de Villa de María de Río Seco, San Francisco Solano de San Francisco del Chañar, Nuestra Señora de la Merced de Sebastián Elcano. 

## Historia
El territorio de la actual prelatura de Deán Funes perteneció a la diócesis del Tucumán (creada en 1570, y desde 1699 con sede en Córdoba) (hoy arquidiócesis de Córdoba), dividiéndose originalmente entre las doctrinas (parroquias de indios) de Nuestra Señora de la Consolación de Sumampa (creada en 1621), y del Totoral (creada a fines del siglo XVI).
En 1749 el obispo de Córdoba, Pedro Miguel de Argandoña, dividió en dos la doctrina del Totoral creando los curatos (parroquias) de Ischilín y de Tulumba. Esta última limitaba por el sur con el río Jesús María, al este con la jurisdicción de Santa Fe, al norte con el curato de Sumampa, y al oeste con el curato de Ischilín, quedando dentro de su jurisdicción la histórica iglesia jesuítica de San Isidro y la capilla de San Pablo de Sinsacate. El curato de Ischilín limitaba con los de Anejos, Tulumba, y Punilla.
En 1753 el curato de Sumampa fue dividido según las jurisdicciones de las ciudades de Córdoba y de Santiago del Estero, creándose el curato de Río Seco (incluyendo las capillas de San Francisco del Chañar y Caminiaga) en la jurisdicción de la primera, pero poco después se revirtió la medida hasta su división en 1772.
En la primera mitad del siglo XIX de Ischilín dependían las capillas de San Pedro de Toyos, Quilino, y Los Algarrobos (desde 1875 ciudad de Deán Funes); de Tulumba las capillas de Guayascate, y San Pedro Viejo; y del curato de Villa de María de Río Seco dependían las capillas de Chañar, y de Caminiaga.
En 1858 se creó la parroquia del Totoral separada de la Tulumba (incluyendo San Isidro y la capilla de Sinsacate), y la parroquia de San Francisco del Chañar o de Sobremonte separada de la de Río Seco. En 1880 fue creada la parroquia San Roque de Villa Quilino, separada de la Ischilín.
En 1902 el curato de Ischilín fue trasladado —y renombrado a la capilla— Nuestra Señora del Carmen de Deán Funes.
El 12 de agosto de 1963 mediante la bula Ecclesia Christi el papa Pablo VI creó la diócesis de Cruz del Eje separándola de la arquidiócesis de Córdoba, incluyendo los territorios de la actual prelatura de Deán Funes comprendidos en las parroquias de Tulumba, San Francisco del Chañar, Deán Funes, Villa de María de Río Seco, y Villa Quilino.
La prelatura territorial de Deán Funes fue erigida el 25 de enero de 1980 con la bula Cum Episcopus del papa Juan Pablo II, con parte del territorio de la diócesis de Cruz del Eje (las mismas cinco parroquias incorporadas en 1963 a esa diócesis).
El 3 de febrero de 1982, con la carta apostólica Cultum Sanctorum, el papa Juan Pablo II confirmó a la Santísima Virgen María de la Merced como patrona principal de la prelatura y a san Francisco Solano como patrono secundario.

## Estadísticas
Según el Anuario Pontificio 2022 la prelatura territorial tenía a fines de 2021 un total de 66 310 fieles bautizados.
| Año                                                                             | Población            | Población | Población      | Sacerdotes | Sacerdotes    | Sacerdotes    | Bautizados por sacerdote | Diáconos permanentes | Religiosos | Religiosos | Parroquias |
| Año                                                                             | Bautizados católicos | Total     | % de católicos | Total      | Clero secular | Clero regular | Bautizados por sacerdote | Diáconos permanentes | Varones    | Mujeres    | Parroquias |
| ------------------------------------------------------------------------------- | -------------------- | --------- | -------------- | ---------- | ------------- | ------------- | ------------------------ | -------------------- | ---------- | ---------- | ---------- |
| 1979                                                                            | ?                    | 53 770    | ?              | 5          |               | 5             | ?                        |                      |            |            | 5          |
| 1990                                                                            | 51 000               | 54 200    | 94.1           | 9          | 5             | 4             | 5666                     |                      | 4          | 8          | 7          |
| 1999                                                                            | 45 000               | 54 700    | 82.3           | 10         | 8             | 2             | 4500                     |                      | 2          | 6          | 8          |
| 2000                                                                            | 51 500               | 54 700    | 94.1           | 10         | 8             | 2             | 5150                     | 1                    | 4          | 6          | 8          |
| 2001                                                                            | 54 613               | 57 813    | 94.5           | 10         | 8             | 2             | 5461                     | 1                    | 4          | 6          | 8          |
| 2002                                                                            | 54 613               | 57 813    | 94.5           | 12         | 10            | 2             | 4551                     |                      | 4          | 7          | 8          |
| 2003                                                                            | 54 613               | 57 813    | 94.5           | 14         | 12            | 2             | 3900                     |                      | 4          | 7          | 8          |
| 2004                                                                            | 53 534               | 59 482    | 90.0           | 13         | 11            | 2             | 4118                     |                      | 3          | 6          | 8          |
| 2013                                                                            | 59 428               | 61 995    | 95.9           | 11         | 5             | 2             | 3714                     | 1                    | 10         | 6          | 8          |
| 2016                                                                            | 62 314               | 64 185    | 97.1           | 15         | 10            | 5             | 4154                     | 1                    | 11         | 7          | 8          |
| 2019                                                                            | 65 692               | 66 840    | 98.3           | 15         | 10            | 5             | 4379                     |                      | 11         | 6          | 8          |
| 2021                                                                            | 66 310               | 68 100    | 97.4           | 9          | 9             |               | 7367                     |                      | 6          | 6          | 9          |
| Fuente: Catholic-Hierarchy, que a su vez toma los datos del Anuario Pontificio. |                      |           |                |            |               |               |                          |                      |            |            |            |

La prelatura cuenta con 78 iglesias y capillas no parroquiales, 2 santuarios (San Roque de Villa Quilino, y la iglesia de Tulumba), 1 monasterio masculino (Cartuja San José), 1 casa de religiosas, 1 centro educativo, y 2 centros terapéuticos. 

## Episcopologio
- Ramón Iribarne Arámburu, O. de M. † (25 de enero de 1980-2 de julio de 1980 falleció)
- Lucas Luis Dónnelly Carey, O. de M. † (30 de diciembre de 1980-18 de enero de 2000 retirado)
- Aurelio José Kühn Hergenreder, O.F.M. (18 de enero de 2000-21 de diciembre de 2013 retirado)
- Gustavo Gabriel Zurbriggen (21 de diciembre de 2013 por sucesión-21 de junio de 2023 nombrado obispo de Concordia)
- Enrique Eguía Seguí (28 de octubre de 2023 - )

## Galería de imágenes

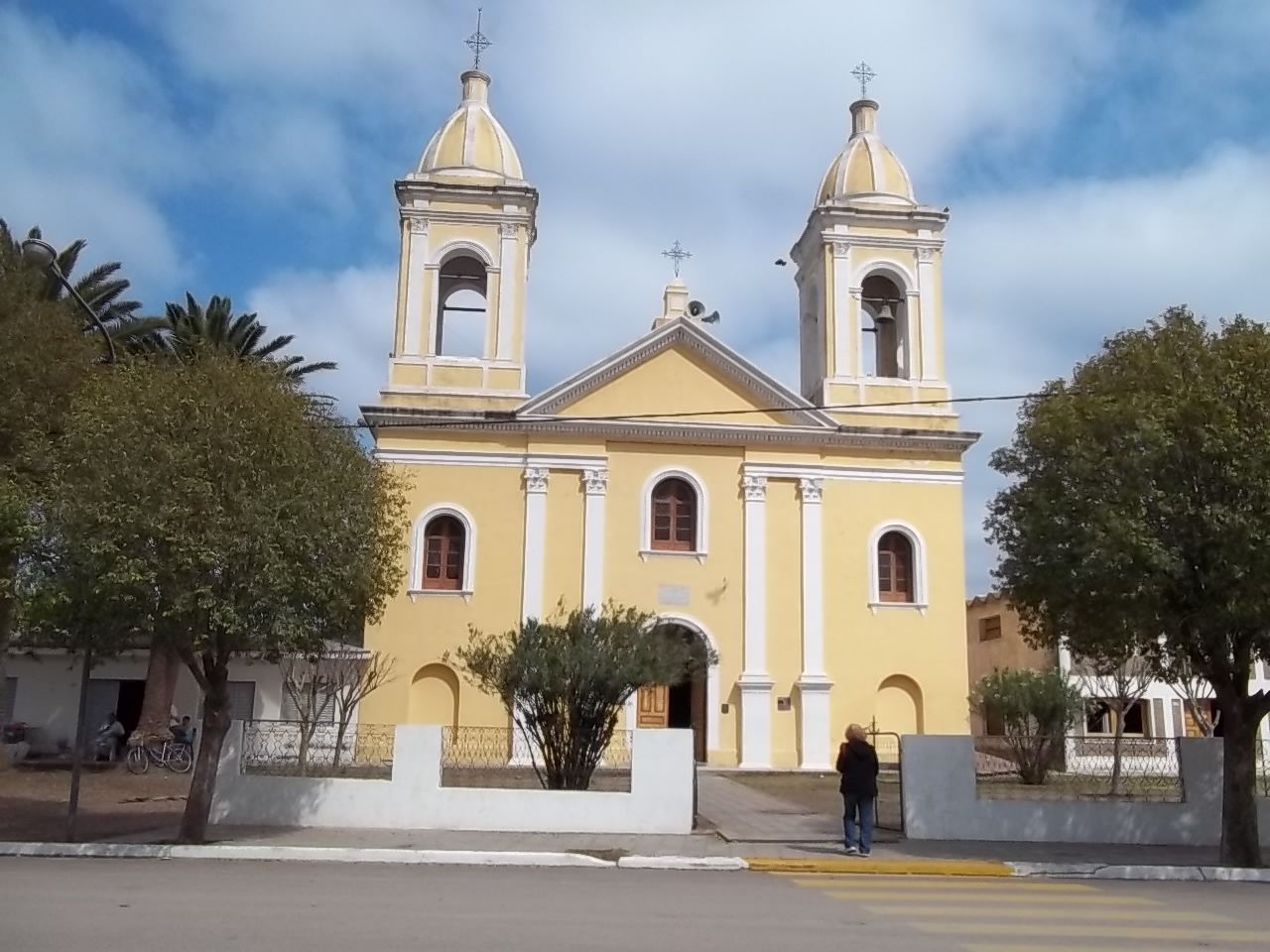
Parroquia San José de San José de la Dormida, 2013
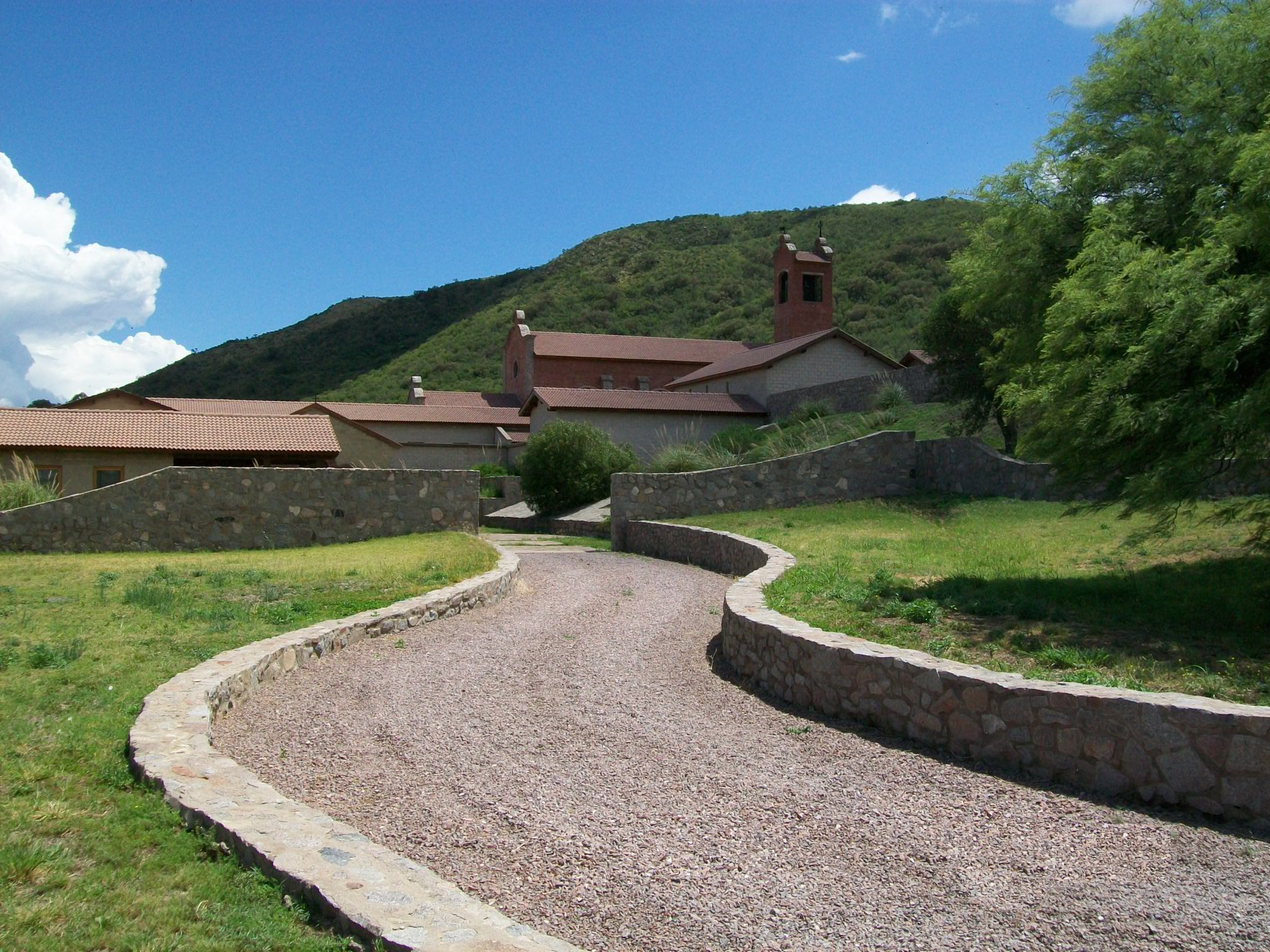
Cartuja San José en Deán Funes, 2011
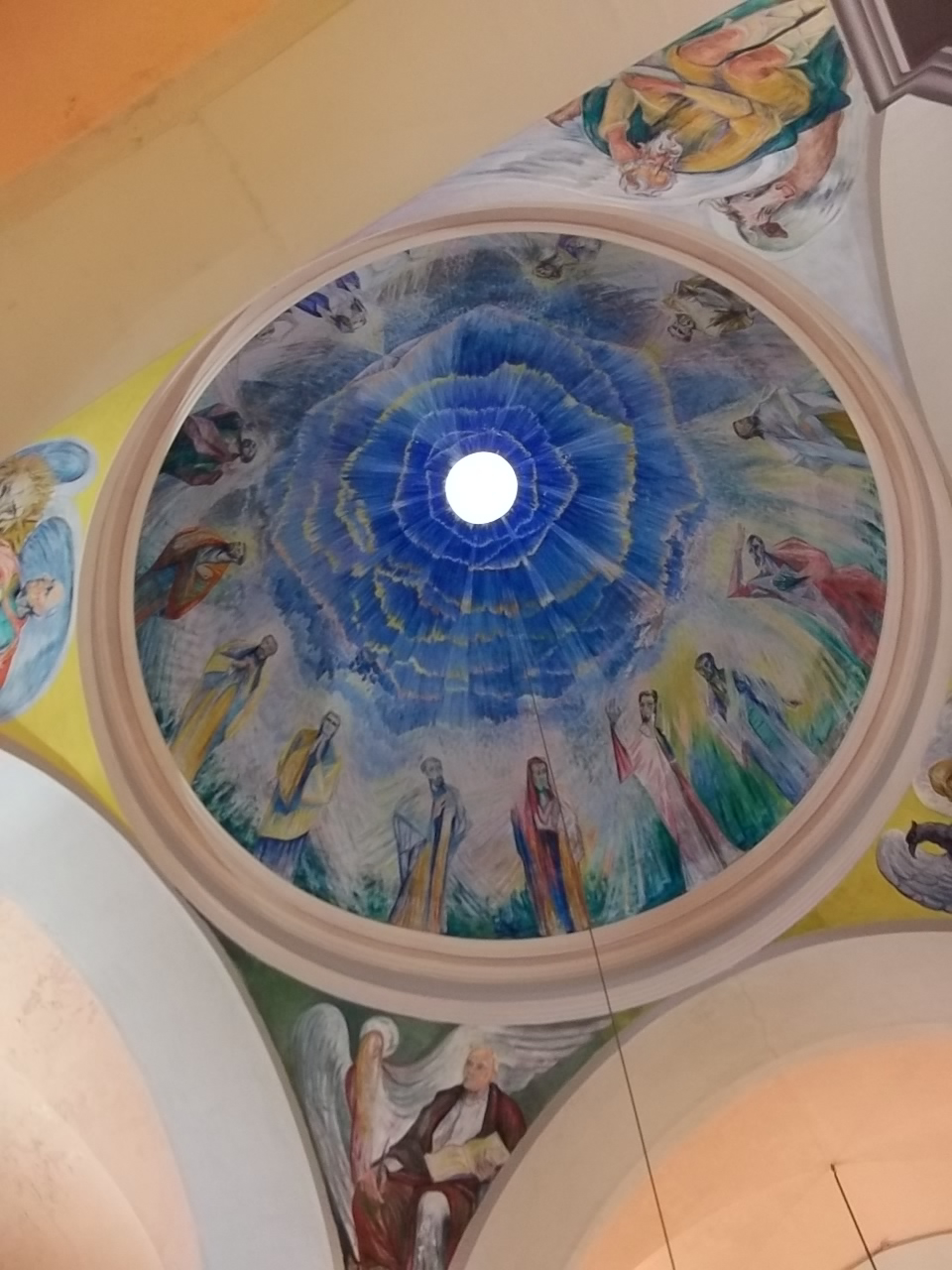
Interior y cúpula de la iglesia de Tulumba, pintadas por Martín Santiago, 2013
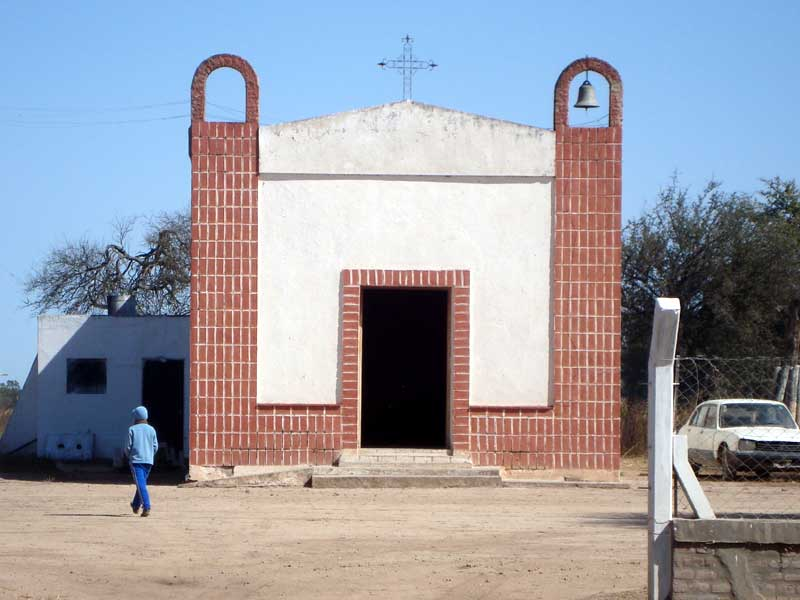
Iglesia Nuestra Señora de la Candelaria en Villa Candelaria Norte, 2013
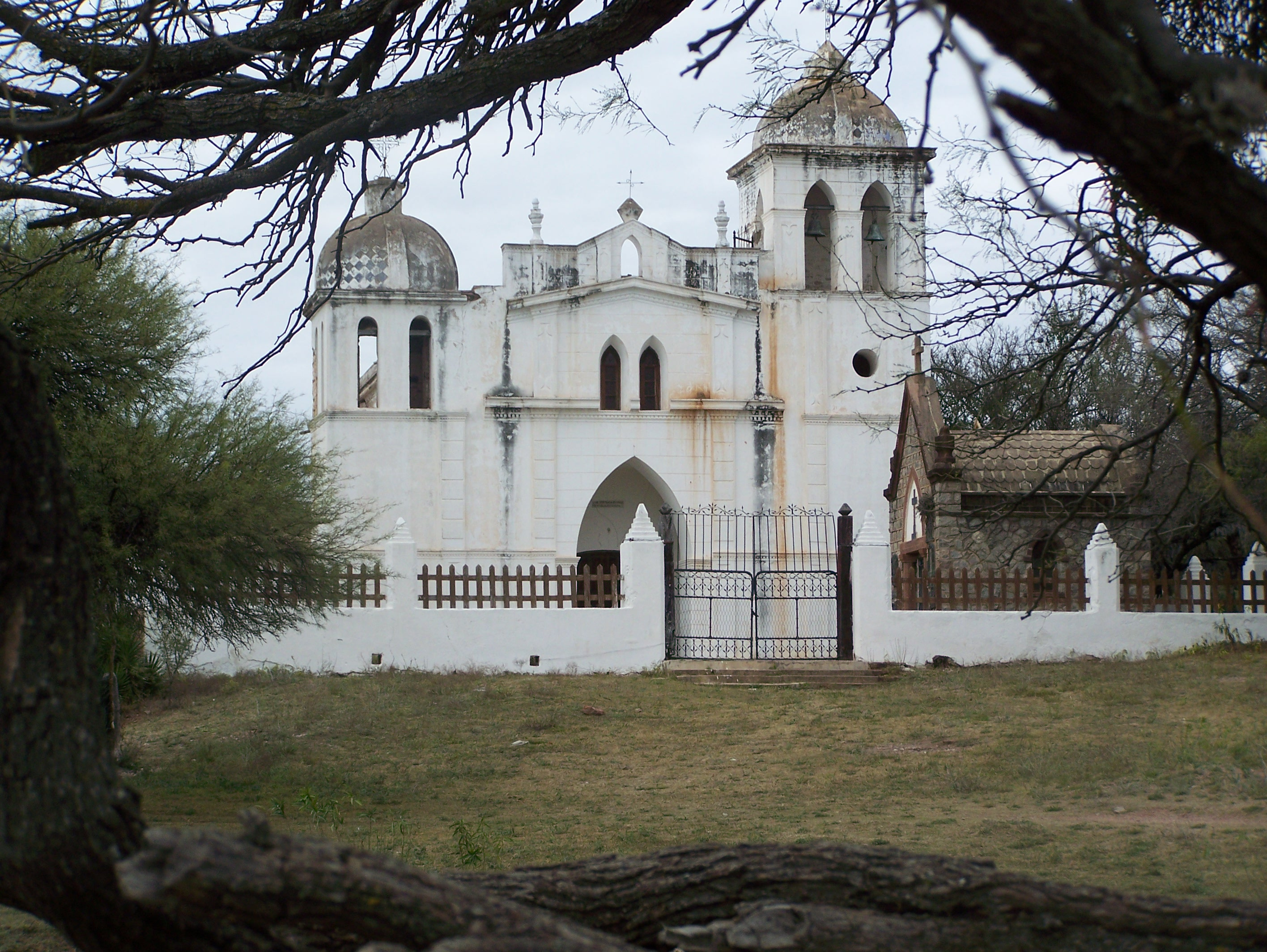
Iglesia de Copacabana